# E8 (matematica)
In matematica, {\displaystyle \mathbf {E} _{8}} è il nome di un gruppo di Lie semplice ed eccezionale e della sua algebra di Lie associata.
È anche il nome dato al corrispondente sistema di generatori e al gruppo di Weyl-Coxeter e ad alcuni gruppi di Chevalley semplici e finiti. Fu scoperto da Wilhelm Killing (1888-1890).
Il nome {\displaystyle E_{8}} è dovuto alla classificazione delle algebre di Lie semplici complesse di Wilhelm Killing e
Élie Cartan, che comprendono quattro famiglie infinite, chiamate {\displaystyle A_{n},\,B_{n},\,C_{n},\,D_{n}}, e cinque casi eccezionali, chiamati {\displaystyle E_{6},\,E_{7},\,E_{8},\,F_{4},\,G_{2}}. 
Il gruppo {\displaystyle E_{8}} è il più grande e il più complicato tra questi casi eccezionali e spesso l'ultimo caso della dimostrazione di svariati teoremi.

## Descrizione di base
E8 ha rango 8 e dimensione 248 (come spazio vettoriale). I generatori sono, quindi, vettori di dimensione 8 e saranno discussi nel seguito della voce. 
Il gruppo di Weyl di E8, è di ordine 696729600. E8 è l'unico gruppo di Lie semplice nel quale la rappresentazione non-banale di minima dimensione è la adjoint action, che agisce sull'algebra E8 stessa.
C'è un'algebra di Lie En per ogni intero n ≥ 3, ed è infinito-dimensionale se n è maggiore di 8.    

## Forme reali
Il gruppo di Lie complesso E8, di dimensione complessa 248, può essere considerato come un gruppo semplice di dimensione (reale) 496, il quale è semplicemente connesso, ha come massimo sottogruppo compatto la forma compatta di E8, e ha un gruppo esterno di automorfismi di dimensione 2, generato dalla coniugazione complessa.
Così come il gruppo di Lie complesso, ci sono tre forme reali di E8, tutte di dimensione 248, come segue:
- Una forma compatta (quella a cui il nome si riferisce in mancanza di altre informazioni), che è semplicemente connessa ed ha un gruppo esterno di automorfismi banale.
- Una split form, che ha come massimo sottogruppo compatto {\displaystyle Spin(16)/(Z/2Z)}, gruppo fondamentale di ordine 2, e un non-algebrico doppio ricoprimento ed ha un gruppo esterno di automorfismi banale.
- Una terza forma, che ha come massimo sottogruppo compatto {\displaystyle E_{7}\times SU(2)/(-I\times -I)}, gruppo fondamentale di ordine 2, e un non-algebrico doppio ricoprimento ed ha un gruppo esterno di automorfismi banale.

## Teoria delle rappresentazioni
I coefficienti delle formule dei caratteri per le rappresentazioni irriducibili infinito-dimensionali dipendono da alcune matrici quadrate di polinomi, i polinomi di Lusztig-Vogan, analoghi ai polinomi di Kazhdan-Lusztig, introdotti da George Lusztig e David Vogan (1983). Il valore di questi polinomi calcolati in 1 dà i coefficienti delle matrici relativi alla rappresentazione standard (i cui caratteri sono facili da descrivere con le rappresentazioni irriducibili).
Queste matrici furono calcolate dopo quattro anni con una collaborazione di un gruppo di 18 matematici e informatici promossa dall'American Institute of Mathematics, con un lavoro condotto da Jeffrey Adams e con gran parte della programmazione fatta da Fokko du Cloux.